# Divalia Fossae
Le Divalia Fossae sono una struttura geologica della superficie di 4 Vesta.